# 弘光科技大学
弘光科技大学（こうこうかくぎだいがく、Hung Kuang University）は、台中県に本部を置く科技大学である。

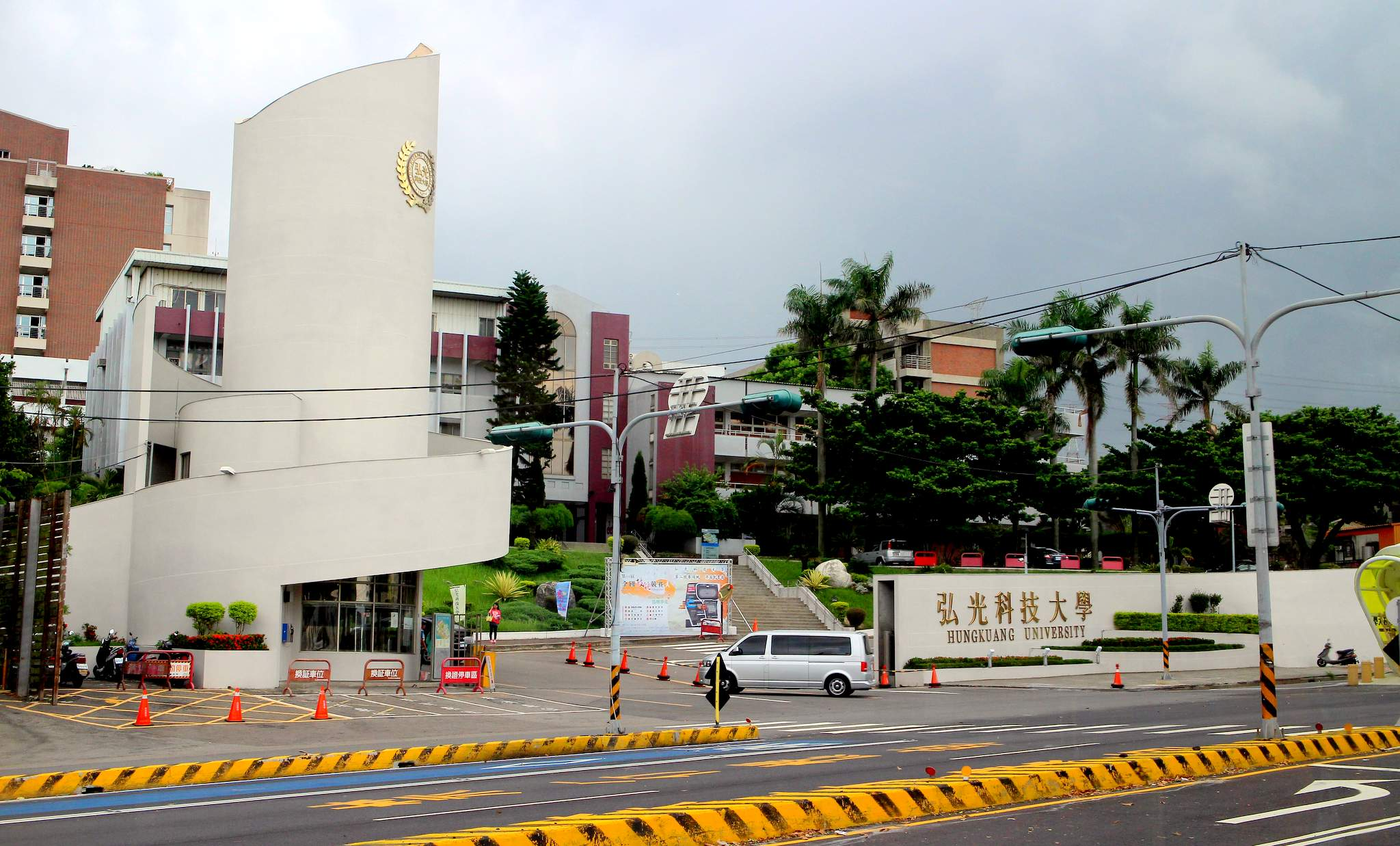
弘光科技大学入り口